# Raul Cirekidze
Raul Cirekidze (gruz. რაულ ცირეკიძე; ur. 24 maja 1987 w Kutaisi) – gruziński sztangista, mistrz Europy.
Startował w kategorii wagowej do 85 kg. Wystartował na igrzyskach olimpijskich w Pekinie w 2008 roku, ale nie został sklasyfikowany. w 2012 roku zdobył złoty medal podczas mistrzostw Europy w Antalyi. W tym samym roku wystąpił na igrzyskach olimpijskich w Londynie, gdzie zajął ósme miejsce. W 2016 roku został zdyskwalifikowany, a jego wynik z Londynu anulowany po wykryciu dopingu w jego organizmie.

## Osiągnięcia
| Rok  | Zawody             | Miasto  | Miejsce | Kategoria | Wynik  |
| ---- | ------------------ | ------- | ------- | --------- | ------ |
| 2012 | Mistrzostwa Europy | Antalya | 1.      | do 85 kg  | 365 kg |